# 派阿尼亚
派阿尼亚（希臘語：Παιανία）是希腊阿提卡大區东阿提卡专区的市镇。市镇面积为53.16平方公里，2021年人口数量为28,036人。
此市镇设立于2011年地方政府改革中，由原两个市镇（格利卡奈拉和派阿尼亚）合并而成，原市镇则成为此市镇的两个市区。派阿尼亚市区（即原市镇）的面积为43.917平方公里。